# گرانادای جدید، ماگدالنا
گرانادای جدید، ماگدالنا (به اسپانیایی: Nueva Granada, Magdalena) یک منطقهٔ مسکونی در کلمبیا است که در شهرستان ماگدالنا واقع شده‌است. جمعیت گرانادای جدید در سرشماری سال ۲۰۰۵ بیش از یک میلیون و ۶۰۰ هزار نفر بوده‌است.